# Johannesen Point
Johannesen Point är en udde i Sydgeorgien och Sydsandwichöarna (Storbritannien). Den ligger i den nordvästra delen av Sydgeorgien och Sydsandwichöarna. Johannesen Point ligger på ön Main Island.
Terrängen inåt land är kuperad österut, men norrut är den platt.  Det finns inga samhällen i närheten. 